# Реджиналд Олдворт Делі
Реджиналд Олдворт Делі  (англ. Reginald Aldworth Daly, 19 травня 1871, Грейтер-Напані, Канада, — 19 вересня 1957, Кембридж, Массачусетс) — американський геолог і петрограф. Президент Американського геологічного товариства (з 1932 р.).
Він найбільш відомий як один із перших прихильників гіпотези ударного формування Місяця.

## Життєпис
Реджинальд Дейлі здобув освіту в Університеті Вікторії, Торонто, де геолог А. Ф. Коулмен переконав його відмовитися від викладання математики та зайнятися науками про Землю. Здобув ступінь доктора філософії в Гарварді (1893), по аспірантській програмі працював у Німеччині та Франції.
У 1907—12 рр. — професор Массачусетського технологічного інституту.
Після роботи польовим геологом у Міжнародній прикордонній комісії він був професором і очолював кафедру геології в Гарвардському університеті з 1912 до 1942 року.
Для Комісії з визначення кордонів, працюючи протягом шести польових сезонів, Дейлі наніс на карту кордон від Тихого океану до Великих рівнин, нерівну смугу довжиною 400 миль (640 км) і шириною від 5 до 10 миль (8,0-16,1 км) — площа близько 2500 квадратних миль (6500 км2). Він сам задокументував геологію, але мав допомогу одного польового помічника та численних носіїв. Він зібрав 1500 зразків гірських порід і зробив 960 тонких зрізів, використовуючи німецьку техніку полірування, яку він навчився ще студентом. Проект також включав 1300 фотографій, десятки зондувань озер, стратиграфічне та структурне картографування, петрологію та морфологію. У 1912 році він подав свій останній звіт до Геологічної служби Канади, масивний 3-томний том, який він назвав Кордильєри Північної Америки: сорок дев'ята паралель. Ця робота вздовж 49-ї паралелі змусила його сформулювати теорію походження магматичних гірських порід, а пізніше опублікувати свою основоположну працю «Магматичні гірські породи та їх походження» в 1914 році.
За словами біографа Дейлі Джеймса Натланда, Дейлі був одним із перших прихильників теорії дрейфу континентів Артура Холмса та Альфреда Вегенера. Дейлі узагальнив свої ідеї у своїй книзі «Наша мобільна Земля» 1926 року, яка містила на титульній сторінці дрібний шрифт, запозичений у Галілея: E pur si muove. Теорія Дейлі про зміщення континентів частково базувалася на ідеї, що після того, як Місяць було викинуто із Землі, рух континентів був неминучою частиною відновлення балансу планети; він також припустив, що континентальний матеріал, який накопичується поблизу океанів, зрештою сповзає і змушує континенти повзати. Він розширив це поняття в «Міцності та структурі Землі» в 1940 році, де Дейлі передбачив аспекти тектоніки плит, включаючи введення «мезосферної оболонки» та слизького склоподібного базальтового субстрату.
Дейлі також запропонував теорію удару про створення Місяця в 1946 році, яка суперечила двом домінуючим уявленням: гіпотезі Джорджа Дарвіна про те, що Місяць вийшов із первісної Землі завдяки відцентровій силі; і ще одна модна теорія про те, що Місяць був захопленим норовливим астероїдом. Дейлі застосував фізику Ньютона, щоб аргументувати свою думку, яка пізніше була підтверджена.
Серед його докторантів був канадський геолог Норман Л. Боуен, який на основі експериментів і спостережень за природними породами узагальнив порядок кристалізації звичайних силікатних мінералів із типової базальтової магми, яка зазнає фракційної кристалізації, тепер відомий як ряд реакцій Боуена.

### Науковий доробок
Вивчав магматичні гірські породи, обчислив середній склад їх головних типів, запропонував гіпотезу про роль вапняків у походженні лужних порід. Висунув гіпотезу про занурення мобільних областей земної кори в менш щільну астеносферу, що веде до зминання верхньої частини кори і складчастості. Зробив висновок про зміну складу морської води під дією біохімічних факторів. У 1929 обраний член-кореспондентом АН СРСР.

### Членство в наукових організаціях
Реджиналд Олдворт Делі був членом таких наукових організацій: Шведська королівська академія наук, Національна академія наук США, Американська академія мистецтв і наук, Російська академія наук і Нідерландська королівська академія наук.
У 1909 році Дейлі був обраний членом Американської академії мистецтв і наук. Він був обраний членом Американського філософського товариства (1913) і Національної академії наук США (1925).  Дейлі був нагороджений медаллю Пенроуза в 1935 році, медаллю Волластона в 1942 році  і медаллю Вільяма Бові в 1946 році. У 1950 році він став іноземним членом Нідерландської королівської академії мистецтв і наук . На його честь названо калійно-цирконієвий силікатний мінерал даліїт  і кратери на Марсі  і Місяці. Його будинок у Кембриджі, штат Массачусетс (будинок Реджинальда А. Дейлі), тепер є національною історичною пам’яткою.

### Нагороди та відзнаки
Медаль Пенроуза (1935)
Медаль Вільяма Бові (1946)
Меморіальна премія Гайдена з геології (1932)
Медаль Волластона (1942)
Сілліманівські меморіальні лекції (1933).

## Сім'я
У 1903 році Дейлі одружився з Луїзою Портер Хаскелл, донькою Олександра Чевеса Хаскелла та Аліси Ван Йеверен і старшою сестрою Мері Елізабет Хаскелл. Після одруження Луїза супроводжувала Дейлі в його подорожах і в польових умовах як помічник. Вона виконала значну частину роботи з підготовки та редагування його рукописів і книг, і книга Дейлі 1914 року «Ігматичні породи та їх походження» присвячена їй; його «надихаючий колега по роботі».

## Основні праці
- Architecture of the earth, N. Y. — L., 1938;
- The floor of the ocean, 2 ed., Chapel Hill, 1945; рос. пер. — Изверженные породы и глубины Земли, Л. — М., 1936.
- Daly, R A (1935), Densities of Rocks Calculated from Their Chemical Analyses., Proc. Natl. Acad. Sci. U.S.A. (опубліковано 1935 Dec), т. 21, № 12, с. 657—63, doi:10.1073/pnas.21.12.657, PMID 16588027
- Daly (1933), THE DEPTHS OF THE EARTH., Science (опубліковано 1933 Jan 27), 77 (1987): 95—102, doi:10.1126/science.77.1987.95, PMID 17797838
- Daly (1931), GARDINER ON CORAL REEFS., Science (опубліковано 1931 Dec 4), 74 (1927): 566—567, doi:10.1126/science.74.1927.566, PMID 17807633
- Daly, R A (1920), A General Sinking of Sea-Level in Recent Time., Proc. Natl. Acad. Sci. U.S.A. (опубліковано 1920 May), т. 6, № 5, с. 246—50, doi:10.1073/pnas.6.5.246, PMID 16586806
- Daly, R A (1917), Low-Temperature Formation of Alkaline Feldspars in Limestones., Proc. Natl. Acad. Sci. U.S.A. (опубліковано 1917 Nov), т. 3, № 11, с. 659—65, doi:10.1073/pnas.3.11.659, PMID 16576265
- Daly, R A (1916), A New Test of the Subsidence Theory of Coral Reefs., Proc. Natl. Acad. Sci. U.S.A. (опубліковано 1916 Dec), т. 2, № 12, с. 664—70, doi:10.1073/pnas.2.12.664, PMID 16586654
- Daly (1901), NOTES ON OCEANOGRAPHY., Science (опубліковано 1901 Jun 14), т. 13, № 337, с. 951—954, doi:10.1126/science.13.337.951, PMID 17733661
- Daly (1901), SCIENTIFIC EXPEDITION TO ICELAND, GREENLAND AND LABRADOR., Science (опубліковано 1901 Feb 1), 13 (318): 192, doi:10.1126/science.13.318.192, PMID 17816318